# Tata Steel 2023
Il Tata Steel Chess Tournament 2023 è stata l'85ª edizione del Torneo di scacchi di Wijk aan Zee, che si è svolta dal 14 al 29 gennaio del 2023. Il torneo è stato vinto da Anish Giri, che si aggiudicò il Masters per la prima volta. Il grande maestro tedesco Alexander Donchenko vinse il torneo Challengers per la prima volta.

## Torneo

### Formula
Sia il torneo Masters che il torneo Challengers prevedevano un solo girone di round robin tra 14 partecipanti per un totale di 13 turni. Il primo classificato del torneo Masters al completamento dei turni sarebbe stato dichiarato il vincitore dell'edizione 2023 del Tata Steel. La cadenza di gioco era di 100 minuti per le prime 40 mosse, 50 minuti per le successive 20, 15 minuti per le mosse rimanenti, 30 secondi di abbuono per ogni mossa a partire dalla prima.

#### Spareggio
Erano previsti diversi casi per la formula dello spareggio per stabilire il vincitore del torneo in funzione del numero di giocatori che arriveranno a pari merito.
1. Due giocatori a pari merito: Si sarebbe disputato uno spareggio blitz di due partite a 3 minuti e 2 secondi incremento da mossa 1, in caso di ulteriore parità si sarebbe disputata una sola partita chiamata sudden death con 2 minuti e 30 secondi al bianco e 3 minuti al nero e 2 secondi di incremento da mossa 1 per entrambi. In caso di ulteriore parità si sarebbe proceduto ancora ad oltranza: il giocatore che avesse avuto il Nero alla prima partita sudden death avrebbe ricevuto il Bianco per le due sudden death successive e viceversa.
2. Tre giocatori a pari merito: Si sarebbe disputato un girone a tre di sola andata, in caso di ulteriore pari merito di tutti e tre i giocatori si sarebbe disputato un nuovo girone a colori invertiti. Con un'ulteriore parità si sarebbe proceduto ad oltranza con i gironi all'italiana continuando a invertire i colori. Se da uno di questi gironi fossero emersi due primi a pari merito, si sarebbe rientrati nel caso dello spareggio a due giocatori.
3. Quattro giocatori a pari merito: si sarebbe disputato un mini-torneo a eliminazione diretta, con semifinali e finale. Le semifinali sarebbero state sorteggiate secondo una classifica avulsa tra i quattro a pari merito, dove il primo incontra il quarto e il secondo incontra il terzo. I criteri della classifica sono:
  1. gli scontri diretti
  2. il Sonneborn-Berger
  3. il giocatore che ha avuto più volte il nero
  4. sorteggio

La finale avrebbe avuto le stesse regole dello spareggio a due giocatori.
4. Cinque o più giocatori a pari merito: Anche in questo caso si sarebbe disputato un girone all'italiana di sola andata, procedendo ad oltranza e invertendo i colori finché non sarebbe emerso un vincitore fra i cinque. In quest'ultimo caso in funzione del numero di giocatori rimasti si sarebbe rientrati nei casi precedenti.

## Partecipanti
| R.  | Giocatore             | Elo  |
| --- | --------------------- | ---- |
| 1º  | Magnus Carlsen        | 2859 |
| 2º  | Ding Liren            | 2811 |
| 6º  | Fabiano Caruana       | 2766 |
| 7º  | Anish Giri            | 2764 |
| 8º  | Wesley So             | 2760 |
| 15º | Richárd Rapport       | 2740 |
| 17º | Lewon Aronyan         | 2735 |
| 24º | Gukesh                | 2725 |
| 26º | Arjun Erigaisi        | 2722 |
| 29º | Parham Maghsoodloo    | 2719 |
| 30º | Nodirbek Abdusattorov | 2713 |
| 43º | Vincent Keymer        | 2696 |
| 52º | Praggnanandhaa        | 2684 |
| 59º | Jorden van Foreest    | 2681 |

## Risultati Masters
Il calendario prevedeva una giornata di riposo dopo il quarto, l'ottavo e il decimo turno.
| Turno 1 – 14 gennaio 2023 |                            |     |
| Magnus Carlsen            | Levon Aronian              | ½–½ |
| Fabiano Caruana           | Anish Giri                 | ½–½ |
| Gukesh D                  | Ding Liren                 | 0–1 |
| Jorden van Foreest        | Wesley So                  | ½–½ |
| Richárd Rapport           | Nodirbek Abdusattorov      | 0–1 |
| R Praggnanandhaa          | Arjun Erigaisi             | ½–½ |
| Parham Maghsoodloo        | Vincent Keymer             | ½–½ |
| Turno 2 – 15 gennaio 2023 |                            |     |
| Nodirbek Abdusattorov (1) | Fabiano Caruana (½)        | ½–½ |
| Ding Liren (1)            | Parham Maghsoodloo (½)     | ½–½ |
| Vincent Keymer (½)        | Magnus Carlsen (½)         | 0–1 |
| Wesley So (½)             | Arjun Erigaisi (½)         | ½–½ |
| Levon Aronian (½)         | R Praggnanandhaa (½)       | ½–½ |
| Anish Giri (½)            | Gukesh D (0)               | 1–0 |
| Jorden van Foreest (½)    | Richárd Rapport (½)        | ½–½ |
| Turno 3 – 16 gennaio 2023 |                            |     |
| Magnus Carlsen (1½)       | Ding Liren (1½)            | ½–½ |
| Gukesh D (0)              | Nodirbek Abdusattorov (1½) | ½–½ |
| Parham Maghsoodloo (1)    | Anish Giri (1½)            | ½–½ |
| Fabiano Caruana (1)       | Jorden van Foreest (1)     | 1–0 |
| Arjun Erigaisi (1)        | Levon Aronian (1)          | ½–½ |
| Richárd Rapport (½)       | Wesley So (1)              | ½–½ |
| R Praggnanandhaa (1)      | Vincent Keymer (½)         | ½–½ |
| Turno 4 – 17 gennaio 2023 |                            |     |
| Anish Giri (2)            | Magnus Carlsen (2)         | 1–0 |
| Ding Liren (2)            | R Praggnanandhaa (1½)      | 0–1 |
| Richárd Rapport (1)       | Fabiano Caruana (2)        | ½–½ |
| Nodirbek Abdusattorov (2) | Parham Maghsoodloo (1½)    | 1–0 |
| Wesley So (1½)            | Levon Aronian (1½)         | ½–½ |
| Vincent Keymer (1)        | Arjun Erigaisi (1½)        | ½–½ |
| Jorden van Foreest (1)    | Gukesh D (½)               | ½–½ |
| Turno 5 – 19 gennaio 2023 |                            |     |
| Magnus Carlsen (2)        | Nodirbek Abdusattorov (3)  | 0–1 |
| R Praggnanandhaa (2½)     | Anish Giri (3)             | ½–½ |
| Fabiano Caruana (2½)      | Wesley So (2)              | ½–½ |
| Arjun Erigaisi (2)        | Ding Liren (2)             | ½–½ |
| Levon Aronian (2)         | Vincent Keymer (1½)        | 1–0 |
| Parham Maghsoodloo (1½)   | Jorden van Foreest (1½)    | 1–0 |
| Gukesh D (1)              | Richárd Rapport (1½)       | ½–½ |
| Turno 6 – 20 gennaio 2023 |                            |     |
| Wesley So (2½)            | Vincent Keymer (1½)        | 1–0 |
| Ding Liren (2½)           | Levon Aronian (3)          | ½–½ |
| Anish Giri (3½)           | Arjun Erigaisi (2½)        | ½–½ |
| Nodirbek Abdusattorov (4) | R Praggnanandhaa (3)       | ½–½ |
| Jorden van Foreest (1½)   | Magnus Carlsen (2)         | ½–½ |
| Richárd Rapport (2)       | Parham Maghsoodloo (2½)    | ½–½ |
| Fabiano Caruana (3)       | Gukesh D (1½)              | 1–0 |
| Turno 7 – 21 gennaio 2023 |                            |     |
| Arjun Erigaisi (3)        | Nodirbek Abdusattorov (4½) | 0–1 |
| Levon Aronian (3½)        | Anish Giri (4)             | ½–½ |
| Parham Maghsoodloo (3)    | Fabiano Caruana (4)        | ½–½ |
| R Praggnanandhaa (3½)     | Jorden van Foreest (2)     | 1–0 |
| Gukesh D (1½)             | Wesley So (3½)             | 0–1 |
| Magnus Carlsen (2½)       | Richárd Rapport (2½)       | 1–0 |
| Vincent Keymer (1½)       | Ding Liren (3)             | ½–½ |

| Turno 8 – 22 gennaio 2023  |                            |     |
| Nodirbek Abdusattorov (5½) | Levon Aronian (4)          | ½–½ |
| Fabiano Caruana (4½)       | Magnus Carlsen (3½)        | 0–1 |
| Wesley So (4½)             | Ding Liren (3½)            | ½–½ |
| Anish Giri (4½)            | Vincent Keymer (2)         | ½–½ |
| Richárd Rapport (2½)       | R Praggnanandhaa (4½)      | 1–0 |
| Jorden van Foreest (2)     | Arjun Erigaisi (3)         | 1–0 |
| Gukesh D (1½)              | Parham Maghsoodloo (3½)    | 1–0 |
| Turno 9 – 24 gennaio 2023  |                            |     |
| Vincent Keymer (2½)        | Nodirbek Abdusattorov (6)  | ½–½ |
| Ding Liren (4)             | Anish Giri (5)             | 0–1 |
| Parham Maghsoodloo (3½)    | Wesley So (5)              | ½–½ |
| Magnus Carlsen (4½)        | Gukesh D (2½)              | ½–½ |
| R Praggnanandhaa (4½)      | Fabiano Caruana (4½)       | ½–½ |
| Levon Aronian (4½)         | Jorden van Foreest (3)     | ½–½ |
| Arjun Erigaisi (3)         | Richárd Rapport (3½)       | 0–1 |
| Turno 10 – 25 gennaio 2023 |                            |     |
| Nodirbek Abdusattorov (6½) | Ding Liren (4)             | ½–½ |
| Wesley So (5½)             | Anish Giri (6)             | ½–½ |
| Parham Maghsoodloo (4)     | Magnus Carlsen (5)         | 0–1 |
| Richárd Rapport (4½)       | Levon Aronian (5)          | ½–½ |
| Fabiano Caruana (5)        | Arjun Erigaisi (3)         | ½–½ |
| Gukesh D (3)               | R Praggnanandhaa (5)       | 1–0 |
| Jorden van Foreest (3½)    | Vincent Keymer (3)         | ½–½ |
| Turno 11 – 27 gennaio 2023 |                            |     |
| Anish Giri (6½)            | Nodirbek Abdusattorov (7)  | ½–½ |
| Magnus Carlsen (6)         | Wesley So (6)              | ½–½ |
| Levon Aronian (5½)         | Fabiano Caruana (5½)       | ½–½ |
| R Praggnanandhaa (5)       | Parham Maghsoodloo (4)     | 0–1 |
| Vincent Keymer (3½)        | Richárd Rapport (5)        | ½–½ |
| Ding Liren (4½)            | Jorden van Foreest (4)     | ½–½ |
| Arjun Erigaisi (3½)        | Gukesh D (4)               | ½–½ |
| Turno 12 – 28 gennaio 2023 |                            |     |
| Wesley So (6½)             | Nodirbek Abdusattorov (7½) | ½–½ |
| Jorden van Foreest (4½)    | Anish Giri (7)             | ½–½ |
| Magnus Carlsen (6½)        | R Praggnanandhaa (5)       | ½–½ |
| Fabiano Caruana (6)        | Vincent Keymer (4)         | ½–½ |
| Gukesh D (4½)              | Levon Aronian (6)          | ½–½ |
| Richárd Rapport (5½)       | Ding Liren (5)             | 1–0 |
| Parham Maghsoodloo (5)     | Arjun Erigaisi (4)         | 1–0 |
| Turno 13 – 29 gennaio 2023 |                            |     |
| Nodirbek Abdusattorov (8)  | Jorden van Foreest (5)     | 0–1 |
| Anish Giri (7½)            | Richárd Rapport (6½)       | 1–0 |
| Arjun Erigaisi (4)         | Magnus Carlsen (7)         | 0–1 |
| R Praggnanandhaa (5½)      | Wesley So (7)              | ½–½ |
| Levon Aronian (6½)         | Parham Maghsoodloo (6)     | 0–1 |
| Ding Liren (5)             | Fabiano Caruana (6½)       | ½–½ |
| Vincent Keymer (4½)        | Gukesh D (5)               | ½–½ |